# Brstnik
Brstnik je naselje v Občini Laško.